# Molobratia teutonus
Molobratia teutonus là một loài ruồi trong họ Asilidae. Molobratia teutonus được Linné miêu tả năm 1767.

## Hình ảnh

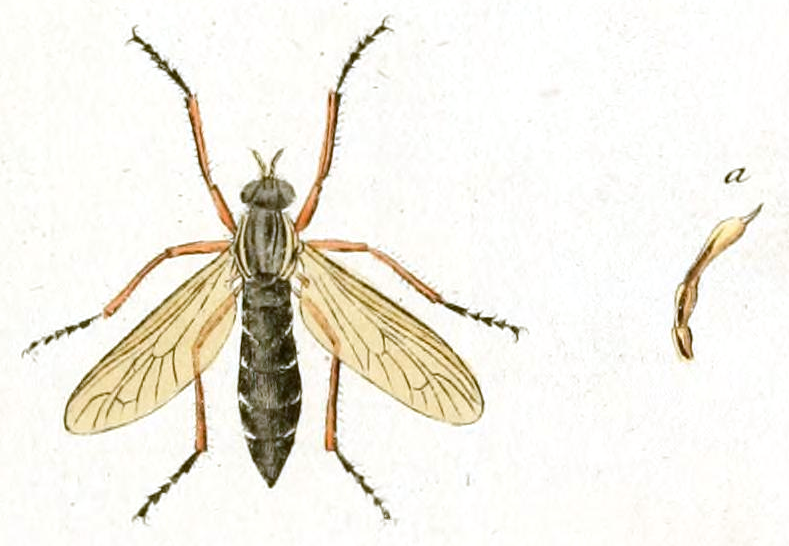